# Faith (film fra 1916)
 For alternative betydninger, se Faith. (Se også artikler, som begynder med Faith)
Faith er en amerikansk stumfilm fra 1916 instrueret af James Kirkwood med Mary Miles Minter i hovedrollen.
Filmen er bevaret og opbevares i George Eastman House i Rochester.

## Handling
Helen Thorpe (spillet af Lizette Thorne) bliver hemmeligt gift med en mand, som hendes fader ikke bryder sig om. Ægtemanden bliver slået ihjel, men da Thorpe er gravid må han fortælle faderen om det hemmelige ægteskab, og faderen bliver rasende. Da barnet fødes, bliver det taget fra Helen af faderen og placeret på et børnehjem, og Helen får at vide, at barnet døde ved fødslen. Kun husholdersken og faderen ved besked om barnets skæbne.
15 år senere er faderen giftet sig igen. Han behandler sin steddatter, den 17-årige Laura (spillet af Lizette Thornes søster Margaret Shelby), strengt på samme måde som han har opdraget Helen, og også Laura indgår i en hemmelig kærlighedsaffære. Helens datter, Faith, er stadig på børnehjemmet, men husholdersken ved, hvor hun er, og sørger for, at Faith kommer i huset hos familien. Efter mange forviklinger opdager Faith og Helen, at de er mor og datter, og alle gode mennesker bliver glade.

## Medvirkende
- Mary Miles Minter som Faith.
- Clarence Burton som John Thorpe.
- Lizette Thorne som Helen.
- Margaret Shelby som Laura.
- Josephine Taylor som Mrs. Thorpe.